# Festa della Santissima Pietà
La festa della Santissima Pietà (detta anche festa dei Lumineri, o festa dei lumieri) è una festività cattolica celebrata la sera tra il 7 e l'8 gennaio a Cannobio, dove è festa patronale.

## Il rito
Il rito consiste nel far calare dall'alto una teca contenente la costola di Cristo (denominata "la Sacra Costa") che viene baciata dai fedeli ed in seguito accompagnata in processione lungo un percorso che dalle vie cittadine si affianca al lungo lago fino al Santuario della Santissima Pietà. 

## L'origine della festa

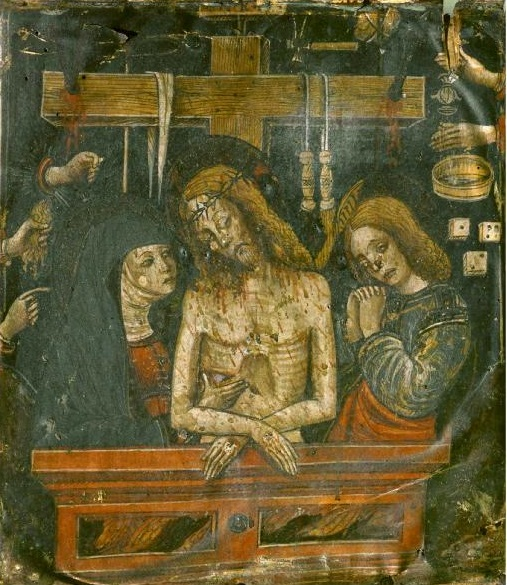
L'immagine miracolosa di Cannobio

All'origine della festa vi sono i fatti miracolosi accaduti a Cannobio, nei giorni dell'8, 9, 10 e 28 gennaio del 1522, nell'osteria di Tommaso Zaccheo. 
Una cameriera, recatasi al piano superiore per recuperare dei lenzuoli per gli avventori, si accorse della perdita di sangue da un piccolo dipinto su pergamena della Pietà di Cristo, raffigurante il Cristo con ai lati Maria e San Giovanni. 
Il giorno seguente venne trovata sulla tovaglia sottostante al dipinto una piccola costola sanguinante proporzionata al Cristo raffigurato. 
La Sacra Costa venne raccolta in un calice e portata in processione nella Chiesa parrocchiale di San Vittore, dove ancora oggi è custodita, in un prezioso reliquiario che il cardinale Federico Borromeo ha donato nel 1605.
In seguito l'osteria venne demolita per fare spazio alla costruzione del maestoso Santuario, fortemente voluto da San Carlo Borromeo, il Santuario della Santissima Pietà, che tuttora custodisce il quadro e i lenzuoli intrisi di sangue in un'urna dell'altare maggiore.

## La festa popolare
L'aspetto più profano della festa è la suggestivavisione della cittadina illuminata solamente da quelli che vengono chiamati  lumineri, che oggi sono stati sostituiti da lumini rossi da cimitero. Essi vengono posti dagli abitanti su ogni davanzale del paese, e sono inoltre presenti lungo le stradine del borgo cannobiese e sulle imbarcazioni che accompagnano anche lungo il lago il passaggio della processione religiosa. Ecco il motivo per cui la festa viene anche definita da alcuni "La festa dei lumineri".
Ma anche la componente gastronomica della festa è molto sentita. Dopo la processione religiosa, i fedeli si riversano nelle osterie e nei ristoranti del paese dove il menù è tradizionalmente sempre lo stesso la sera di ogni 7 gennaio:
- Pasta e fagioli
- "Luganig" (italianizzato in "Luganighe"), una salsiccia di carne bovina ed aglio accompagnata da patate e crauti.

Ed è proprio per via di questo salume locale che la festa viene anche gergalmente chiamata Festa delle luganighe.